# Brasso

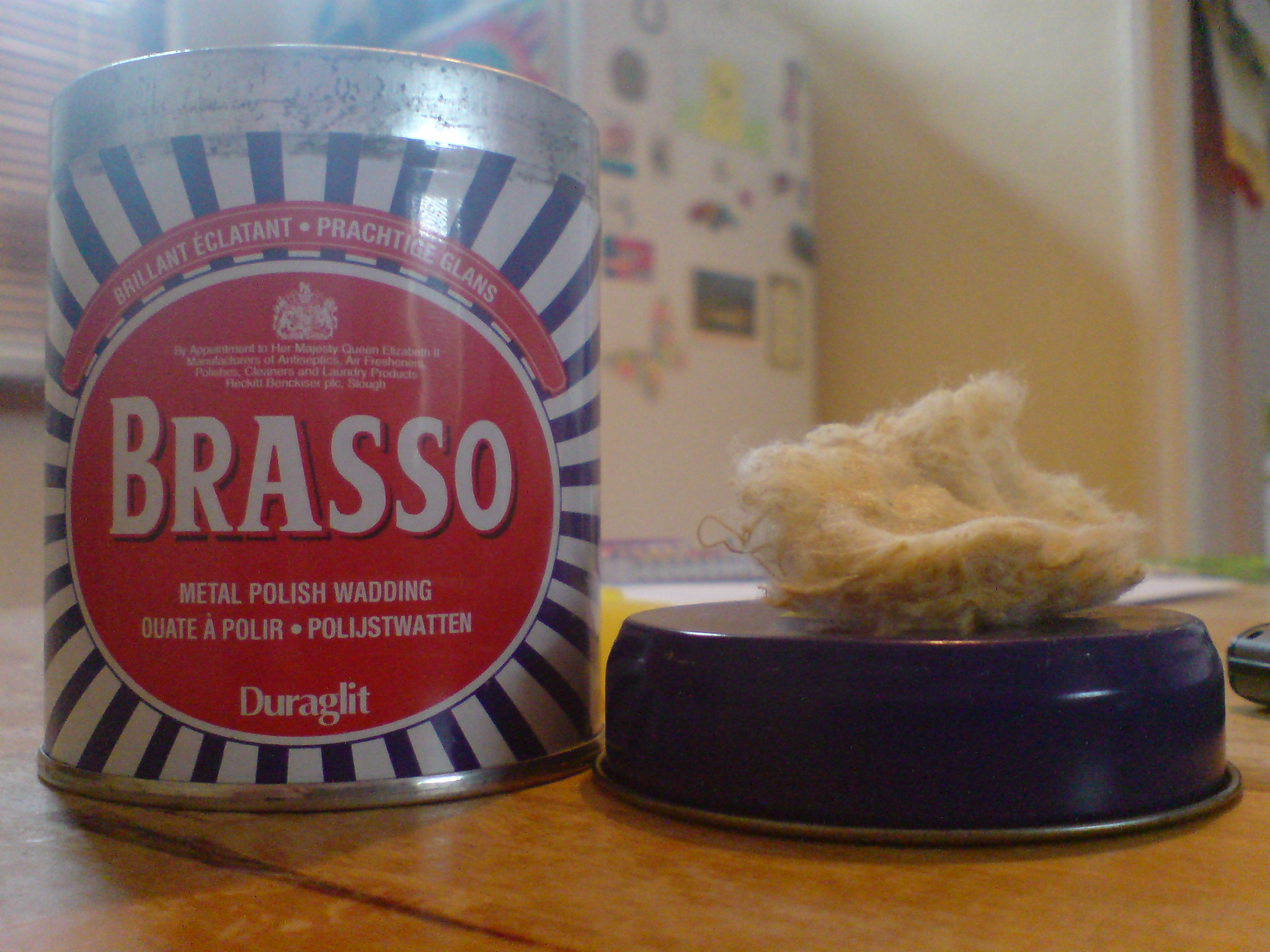
Una lata de algodón pulidor Brasso

Brasso es un pulidor de metales diseñado para eliminar el deslustre del latón, cobre, cromo y acero inoxidable. Está disponible ya sea directamente como un líquido o como una almohadilla impregnada.

## Historia
Brasso ha estado en uso durante más de 100 años, y se originó en Gran Bretaña en 1905. En 1904 el viajante de alto nivel de Reckitt & Sons, WH Slack, visitó la rama de la empresa australiana, donde descubrió un producto de este tipo en uso. Las muestras de los productores australianos y estadounidenses fueron analizadas por los químicos de Reckitt, y en 1905 se comenzó a vender el líquido pulidor bajo la marca "Brasso", en un principio a los ferrocarriles, hospitales, hoteles y grandes tiendas.

## Otras aplicaciones
Brasso también se puede utilizar para pulir los arañazos en plásticos:
- Se utiliza para pulir CD, DVD, pantallas y las piscinas, con el fin de reparar los arañazos. Es un disolvente suave y un abrasivo extremadamente fino, por lo que cuando se aplica a la superficie reflectante del disco y se frota radialmente (en líneas rectas entre el borde y el centro), se pueden suavizar los arañazos y reducir su efecto.
- Brasso también se puede utilizar en minifiguras de Lego para eliminar las marcas.
- Brasso también ha sido utilizado por los entusiastas de los relojes para quitar arañazos de cristales acrílicos en los relojes.
- Brasso se puede utilizar para limpiar cartuchos de Nintendo Entertainment System para eliminar la acumulación de suciedad en los contactos de metal. Esto ayuda a crear una mejor conexión entre el cartucho de juego y el conector de 72 pines dentro de la consola, lo que reduce las posibilidades de glitching o congelación causada por una mala conexión.

Brasso puede ser utilizado con éxito para quitar marcas de calor (blancas) menores de superficies de madera de pulido francés. El fino abraviso corta a través de la superficie y permite que el disolvente entre en la capa de cera y laca. La superficie debe limpiarse adecuadamente y encerar después de este tratamiento.